# Agis I
Agis I (grec antic: Ἄγις) fou rei d'Esparta. Fill d'Eurístenes i d'Anaxandra, l'inici del seu regnat és situat el 1032 aC i segons Eusebi només va regnar un any, però segons Apol·lodor d'Atenes en va regnar 31. El seu col·lega al tron fou Soos.
Durant el regnat del seu pare, els pobles conquerits foren igualats amb drets polítics als conqueridors doris espartans, però Agis I va tornar a la situació anterior, i els va prendre altra vegada els drets, deixant-los com a esclaus dels espartans. Això va provocar una revolta a la ciutat d'Helos que fou reprimida, però de la que van sorgir el nom de la classe de sotmesos coneguts com a hilotes.
S'atribueix a aquest rei l'enviament d'una colònia a Creta dirigida per Pol·lis i Delfos.
Aquest rei fou l'antecessor de la línia reial espartana dels agíades.